# Basil Poledouris
 (mars 2019).
Si vous disposez d'ouvrages ou d'articles de référence ou si vous connaissez des sites web de qualité traitant du thème abordé ici, merci de compléter l'article en donnant les références utiles à sa vérifiabilité et en les liant à la section « Notes et références ».
Basilis Konstantine Poledouris, dit Basil Poledouris, né le 21 août 1945 à Kansas City (Missouri) et mort le 8 novembre 2006 à Los Angeles (Californie), est un compositeur de musiques de films américain d'origine grecque.
Il est connu pour ses collaborations de longue durée avec les réalisateurs John Milius et Paul Verhoeven. Il a composé entre autres les bandes originales des films Conan le Barbare (1982), L'Aube rouge (1984), Aigle de fer (1986), RoboCop (1987), À la poursuite d'Octobre rouge (1990), Sauvez Willy (1993), Starship Troopers (1997) et Les Misérables (1998).

## Biographie
Basil Poledouris a été initié à la musique via le piano, dès l'âge de sept ans. Plus tard, il abandonnera ses études de musique pour se consacrer au cinéma, car il le considérait comme « la musique de sa génération, un art nouveau sans aucune règle, s'accordant parfaitement avec la façon dont les Beatles changeaient le monde et dont le monde lui-même changeait ». À l'USC, où il étudiera alors le septième art, il fait la rencontre de personnes qui seront importantes dans sa vie d'artiste, telles que George Lucas, Randal Kleiser et surtout John Milius.
Le compositeur commencera par quelques compositions pour la télévision, avant de commencer une étroite collaboration avec John Milius sur cinq films.
Pour ce dernier, Poledouris compose en 1982 la partition épique de Conan le Barbare, qui sera considérée par la suite comme une de ses plus belles réussites. La puissance et le lyrisme qu'elle insuffle au film aura contribué à en faire une des œuvres phares des années 1980 et a été, depuis, une grande source d'inspiration dans le domaine de l'heroic fantasy.
En 1985, sa rencontre avec le réalisateur Paul Verhoeven sera également déterminante. Pour lui, il compose une autre pièce maîtresse pour le film La Chair et le sang.
Les deux hommes collaborent ensuite dans le registre de la science fiction, sur RoboCop en 1987 et Starship Troopers en 1997.
Poledouris compose également pour le western avec ses partitions pour la mini-série Lonesome Dove en 1989, qui sera récompensée par l'Emmy Award de la meilleure musique et pour le film Mr Quigley l'Australien en 1990, tous deux réalisés par Simon Wincer.
Par amitié pour John Milius qui lui confie la musique de Flight of the Intruder en 1990, il décline la proposition de Kevin Costner qui l'avait sollicité pour composer la musique de Danse avec les loups et manque peut-être l'occasion de connaître la consécration de sa carrière : le film vaudra à son remplaçant John Barry, l'Oscar de la meilleure musique de film en 1991.
La même année, il compose néanmoins la musique d'À la poursuite d'Octobre rouge, avec un hymne chanté dans la tradition des Chœurs de l'Armée rouge. Cette utilisation des chœurs aura fortement inspiré par la suite d'autres compositeurs comme Hans Zimmer pour sa partition de USS Alabama.
En 1993, il compose la musique d'un autre succès au box-office, Sauvez Willy. La même année, pour la comédie Hot Shots! 2, il n'hésite pas à parodier amicalement la musique de Jerry Goldsmith en reprenant certains passages de Rambo 2 : La Mission.
Il écrit également la musique de l'une des séquences d'ouverture des Jeux olympiques d'été d'Atlanta, nommée "The Tradition of the Games", en 1996.
Au début des années 2000, un cancer lui est diagnostiqué et il est contraint de réduire considérablement son activité. Il compose sa dernière partition en 2002.
En juillet 2006, quelques mois avant sa disparition, il dirige néanmoins une dernière fois sa fameuse musique de Conan le Barbare lors d'un concert en forme d'adieux au Festival de musique de films d'Úbeda.
Il meurt des suites de son cancer le 8 novembre 2006 à Los Angeles (Californie), à l'âge de 61 ans. Incinéré, ses cendres sont dispersées dans la mer.
Avec son style très épique, Basil Poledouris était un spécialiste des films d'aventures ou de science-fiction et malgré la qualité de ses compositions dont certaines sont devenues des classiques, il reste relativement méconnu du grand public.

## Filmographie

### Cinéma
- 1970 : The Reversal of Richard Sun de John Milius
- 1973 : Extreme Close-up de Jeannot Szwarc
- 1973 : Hollywood 90028 de Christine Hornisher
- 1977 : Les Dents d'acier (Tintorera) de René Cardona Jr.
- 1978 : Graffiti Party ou American Party (Big Wednesday) de John Milius
- 1980 : Le Lagon bleu (The Blue Lagoon) de Randal Kleiser
- 1982 : Conan le Barbare (Conan the Barbarian) de John Milius
- 1982 : Amours de vacances (Summer Lovers) de Randal Kleiser
- 1984 : Making the Grade (en), de Dorian Walker
- 1984 : Conan le Destructeur (Conan the Destroyer) de Richard Fleischer
- 1984 : L'Aube rouge (Red Dawn) de John Milius
- 1984 : Protocol de Herbert Ross
- 1984 : The House of God de Donald Wrye
- 1984 : La Chair et le Sang (Flesh and Blood) de Paul Verhoeven
- 1986 : Aigle de fer (Iron Eagle) de Sidney J. Furie
- 1987 : RoboCop de Paul Verhoeven
- 1987 : 260 chrono (No Man's land) de Peter Werner
- 1987 : Cherry 2000 de Steve De Jarnatt
- 1988 : L'ensorceleuse (Spellbinder) de Janet Greek (en)
- 1988 : Split Decisions de David Drury
- 1989 : L'Adieu au roi (Farewell to the King) de John Milius
- 1989 : Wired de Larry Peerce
- 1990 : À la poursuite d'Octobre rouge (The Hunt for Red October) de John McTiernan
- 1990 : Mr Quigley l'Australien (Quigley Down Under) de Simon Wincer
- 1991 : Le Vol de l'Intruder (Flight of the Intruder) de John Milius
- 1991 : Croc-Blanc (White Fang) de Randal Kleiser
- 1991 : Retour au lagon bleu (Return to the Blue Lagoon) de William A. Graham
- 1991 : Harley Davidson et l'Homme aux santiags (Harley Davidson and the Marlboro Man) de Simon Wincer
- 1992 : Wind de Carroll Ballard
- 1993 : RoboCop 3 de Fred Dekker
- 1993 : Hot Shots! 2 (Hot Shots! Part Deux) de Jim Abrahams
- 1993 : Sauvez Willy (Free Willy) de Simon Wincer
- 1994 : Terrain miné (On Deadly Ground) de Steven Seagal
- 1994 : Serial Mother (Serial Mom) de John Waters
- 1994 : Lassie : Des amis pour la vie (Lassie : Best Friends Are Forever) de Daniel Petrie
- 1994 : Le Livre de la jungle (The Jungle Book) de Stephen Sommers
- 1995 : Piège à grande vitesse (Under siege 2: Dark Territory) de Geoff Murphy
- 1995 : Sauvez Willy 2 (Free Willy 2: The Adventure Home) de Dwight H. Little
- 1996 : Le Dernier Anniversaire (It's My Party) de Randal Kleiser
- 1996 : À la gloire des Celtics (Celtic Pride) de Tom DeCerchio
- 1996 : The War at Home d'Emilio Estevez
- 1996 : Amanda de Bobby Roth
- 1997 : Breakdown de Jonathan Mostow
- 1997 : La Piste du tueur (Switchback) de Jeb Stuart
- 1997 : Starship Troopers de Paul Verhoeven
- 1998 : Les Misérables de Bille August
- 1999 : Mickey les yeux bleus (Mickey Blue Eyes) de Kelly Makin
- 1999 : Kimberly de Frederic Golchan
- 1999 : Pour l'amour du jeu (For Love of the Game) de Sam Raimi
- 2000 : Cecil B. Demented (Cecil B. DeMented) de John Waters
- 2001 : Crocodile Dundee 3 (Crocodile Dundee in Los Angeles) de Simon Wincer
- 2002 : Le Talisman (Tian mai chuan qi / The Touch) de Peter Pau

### Télévision

#### Séries télévisées
- 1985 : Alfred Hitchcock présente (Alfred Hitchcock Presents) (pilote, segment Man from the South)
- 1985 : Superminds (Misfits of Science) - Saison 1, épisode 1 et 2, générique[2].
- 1986 : La Cinquième Dimension (The Twilight Zone) - Épisodes 36, 37, 38, 49 et 50
- 1987 : Amerika (mini-série)
- 1989 : Lonesome Dove de Simon Wincer (mini série) - Emmy Award de la meilleure musique
- 1990 : Brigade de choc à Las Vegas (Nasty Boys) (2 épisodes)
- 1991 : Gabriel Bird: profession enquêteur (Pros & Cons) (épisode Fire and Ice)

#### Téléfilms
- 1970 : The Interview
- 1971 : Congratulations, It's a Boy! de William A. Graham
- 1981 : A Whale for the Killing de Richard T. Heffron
- 1981 : Fire on the Mountain de Donald Wrye
- 1984 : Les amazones (Amazons) de Paul Michael Glaser
- 1984 : Single Bars, Single Women de Harry Winer
- 1986 : Pros & Cons de Stuart Margolin
- 1987 : Prison for Children de Larry Peerce
- 1987 : Island Sons d'Alan J. Levi
- 1988 : Intrigue de David Drury
- 1992 : Ned Blessing: The True Story of My Life de Peter Werner
- 2000 : Sex Revelations (If These Walls Could Talk 2) de Jane Anderson, Martha Coolidge et Anne Heche
- 2001 : Intime trahison (Love and Treason) de Lewis Teague
- 2006 : The Legend of Butch & Sundance de Sergio Mimica-Gezzan